# David Hirst
David Eric Hirst (født 7. december 1967 i Cudworth, England) er en engelsk tidligere fodboldspiller, der spillede som angriber. Han var på klubplan primært tilknyttet Sheffield Wednesday, hvor han spillede 11 sæsoner og scorede over 100 ligamål. Her var han blandt andet med til at vinde Liga Cuppen i 1991, og nå finalen i både FA Cuppen og Liga Cuppen i 1993. Han spillede desuden for Barnsley og Southampton.
Hirst blev desuden noteret for tre kampe og én scoring for Englands landshold. Hans enlige mål blev scoret i en venskabskamp mod New Zealand.

## Titler
Football League Cup
- 1991 med Sheffield Wednesday